# 中川仁士
中川 仁士（なかがわ ひとし、1949年5月15日 - ）は、日本の元プロボクサー。栃木県真岡市出身。元日本ジュニアミドル級王者。帝拳宇都宮ジム所属。

## 来歴
サッカーからボクシングへ転向。1969年プロデビュー。
1970年12月、東日本ウェルター級新人王を獲得。全日本では後の東洋王者羽草勉に敗れたが、堀畑道弘、龍反町ら強豪と対戦した。1973年9月26日、加島雷三を4回KO勝ちし、日本ジュニアミドル級王座を獲得した。
1974年5月10日、初防衛戦で技巧派柴田賢治に判定負けを喫し、王座から陥落した。同年6月23日、東洋ミドル級王座を狙って王者柳済斗に挑んだが失敗に終わった。
1974年9月5日の試合を最後に引退した。

## 通算戦績
25戦12勝（8KO）12敗1引分け

## 獲得タイトル
- 第8代日本ジュニアミドル級王座（防衛0度）